# Wilma Nielsen
Wilma Victoria Nielsen (* 2. Juni 2001 in Göteborg) ist eine schwedische Leichtathletin, die sich auf den Mittelstreckenlauf spezialisiert hat.

## Sportliche Laufbahn
Erste internationale Erfahrungen sammelte Wilma Nielsen, die an der Bradley University in den Vereinigten Staaten studiert, im Jahr 2021, als sie bei den U23-Europameisterschaften in Tallinn in 2:02,29 min die Bronzemedaille im 800-Meter-Lauf hinter der Britin Isabelle Boffey und Eloisa Coiro aus Italien gewann. Zudem konnte sie ihr Rennen über 1500 Meter nicht beenden. Im Jahr darauf gelangte sie bei den Crosslauf-Europameisterschaften 2022 in Turin nach 22:31 min auf den 46. Platz im U23-Rennen und 2023 schied sie bei den Halleneuropameisterschaften in Istanbul mit 2:06,79 min in der ersten Runde über 800 Meter aus. Im Juni wurde sie bei der 1. Liga der Team-Europameisterschaft, die im Zuge der Europaspiele in Chorzów stattfanden, in 2:02,60 min Dritte im B-Lauf über 800 Meter. Anschließend belegte sie bei den U23-Europameisterschaften in Espoo in 2:04,66 min den sechsten Platz über 800 Meter und gelangte mit 4:12,15 min auf Rang acht im 1500-Meter-Lauf. Im Jahr darauf schied sie bei den Europameisterschaften in Rom mit 2:00,86 min im Halbfinale aus, wie auch bei den Halleneuropameisterschaften 2025 in Apeldoorn mit 2:03,55 min. Kurz darauf kam sie bei den Hallenweltmeisterschaften in Nanjing mit 2:04,97 min nicht über den Vorlauf hinaus.
In den Jahren 2022 und 2024 wurde Nielsen schwedische Meisterin im 800-Meter-Lauf im Freien sowie 2023 in der Halle. 

## Persönliche Bestleistungen
- 800 Meter: 2:00,86 min, 11. Juni 2024 in Rom
  - 800 Meter (Halle): 2:01,27 min, 15. Februar 2025 in Boston
  - 1000 Meter (Halle): 2:38,95 min, 18. Januar 2023 in New York City
- 1500 Meter: 4:10,24 min, 16. Juni 2024 in Sollentuna
  - 1500 Meter (Halle): 4:07,38 min, 25. Januar 2025 in New York
  - Meile (Halle): 4:25,78 min, 8. Februar 2025 in New York